# Friedhofskreuz (Champagne-sur-Oise)

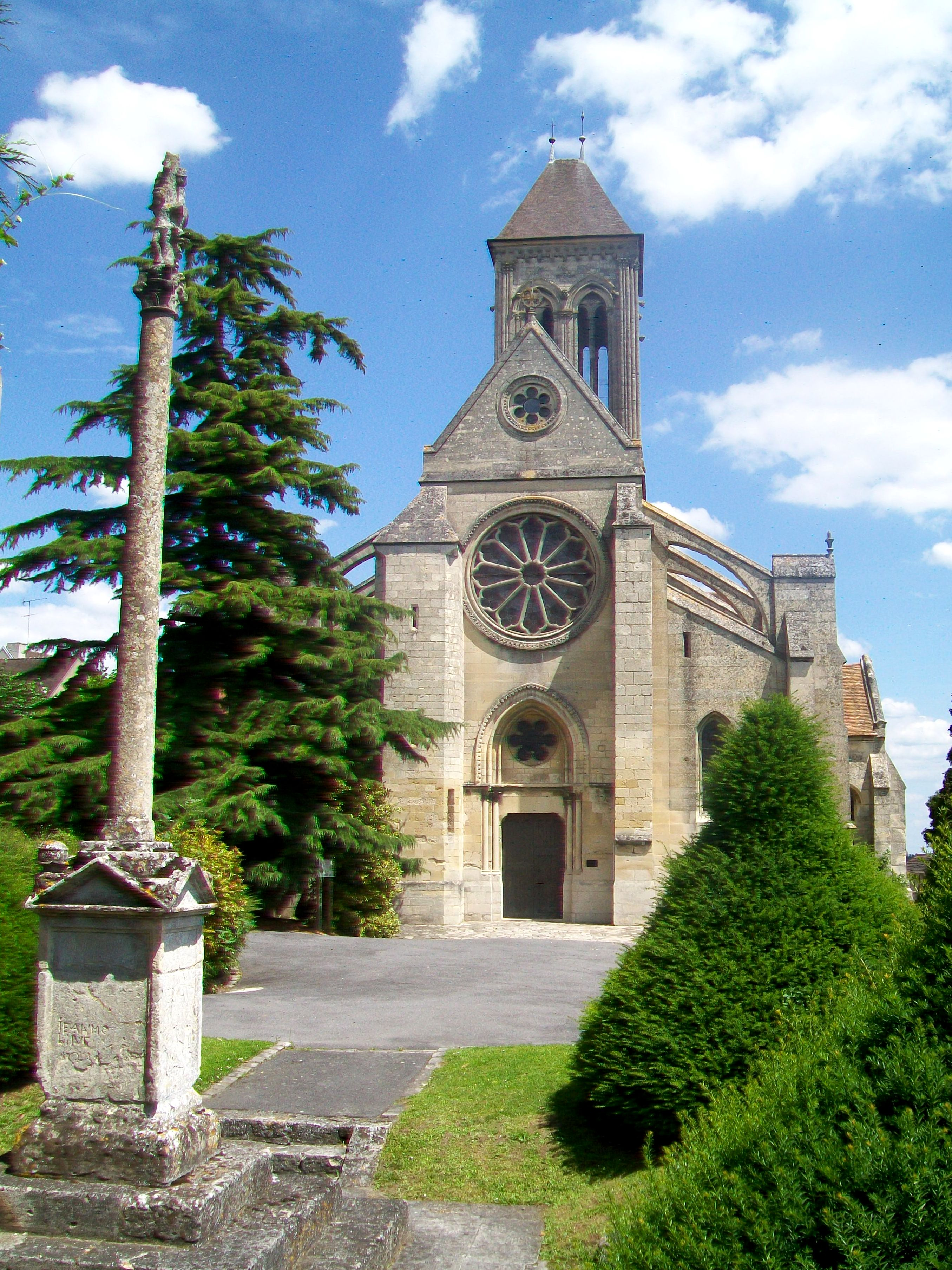
Friedhofskreuz in Champagne-sur-Oise, dahinter die Kirche Notre-Dame de l’Assomption

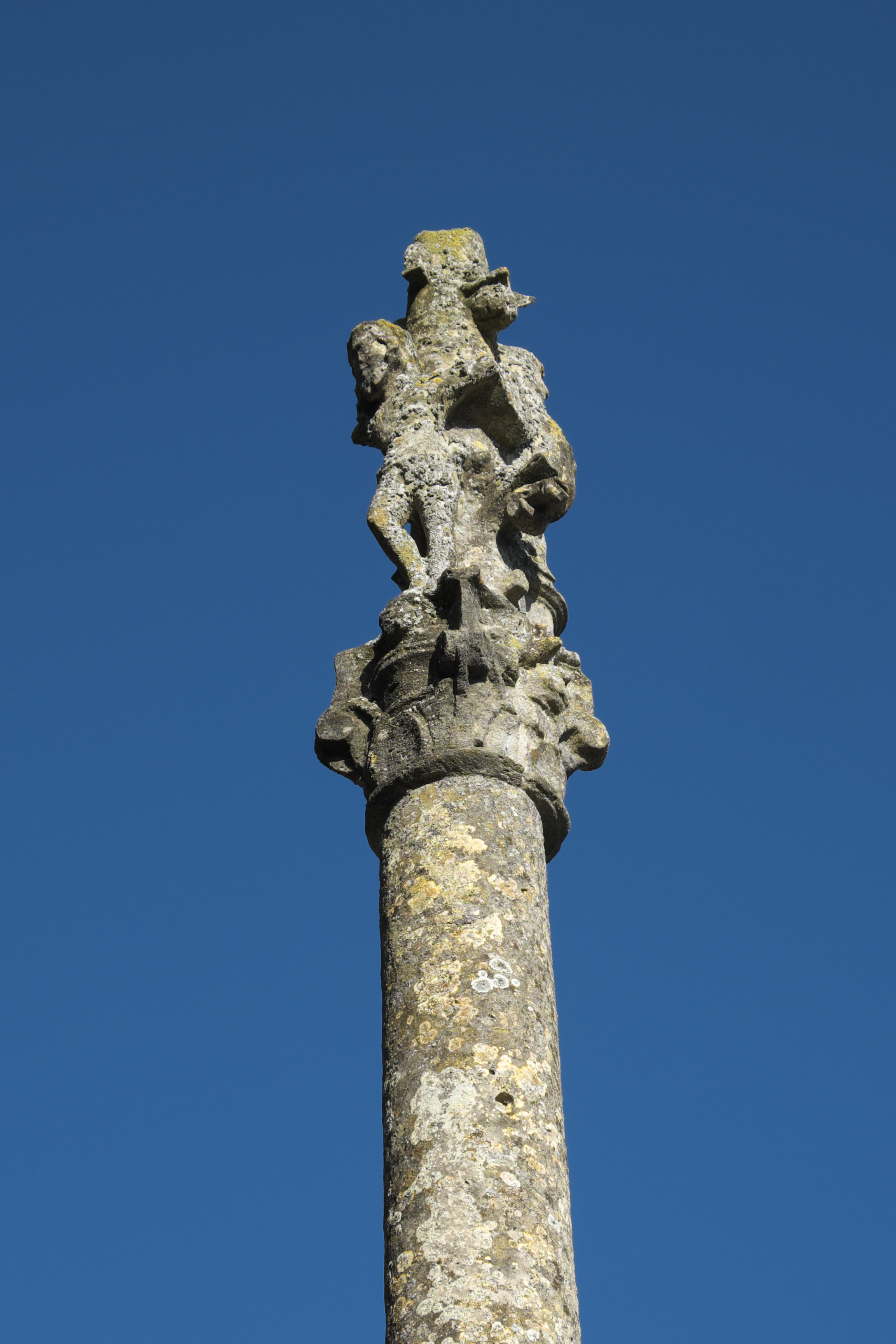
Detail

Das Friedhofskreuz (französisch Croix de cimetière) in Champagne-sur-Oise, einer französischen Gemeinde im Département Val-d’Oise in der Region Île-de-France, wurde im 16. Jahrhundert geschaffen. Das Kreuz auf dem ehemaligen Friedhof an der Kirche Notre-Dame de l’Assomption ist seit 1931 als Monument historique klassifiziert.
Das Friedhofskreuz ist durch einen mehrteiligen Aufbau gegliedert. Ein zweistufiger Unterbau trägt einen quadratischen Sockel mit einer Säule, die von einem Kapitell bekrönt wird. Darauf steht das Steinkreuz mit dem Relief des Gekreuzigten und auf der anderen Seite Madonna mit Kind.